# Хесед
Хесед, или Гедула́ (др.-евр. חסד‬; ḥesed; англ. Lovingkindness; «Милость; Великодушие»), — в учении каббалы о происхождении миров четвёртая из 10 объективных эманаций (прямые лучи божественного света) мироздания — так называемых «сфирот» или «сефирот» (мн.ч. от «сефира»), также «цифр» или «сфер», — первых излучений Божественной Сущности, которые в своей совокупности образуют космос.
Мыслимые как члены одного целого, сефироты образуют форму совершенного существа — первоначального человека (Адам-Кадмон). Для большей наглядности каббалисты указывают соответствие отдельных сефирот с наружными частями человеческого тела: так Хесед (Гедула́) и Гвура́ (Гебура́) — это две руки Адам-Кадмона.

## Триада «душевного мира»
Хесед рождается сфирой Бина́, то есть «Милость» рождается «Разумом», который в своём тройном проявлении даёт начало противоположным принципам: мужскому принципу Хесед («Милость») и женскому принципу Гвура́ («Суд»), которые вместе производят новый принцип — Тиферет («Красота»).
Понятия «Суд» и «Милость» не следует, однако, понимать буквально, а как символическое обозначение для развёртывания и самоограничения воли; сумма обоих — нравственный миропорядок — является в виде «Красоты» (Тиферет).
Триада Хесед («Милость»), Гвура́ («Суд») и Тиферет («Красота») — по своему существу — носит этический характер и представляет собой так называемый «душевный мир», или, по терминологии позднейших каббалистов, «чувствуемый мир» (עולם מורגש);

## Лик Отца
Книга «Зогар» передаёт, что образуемый сефиротами Адам-Кадмон совмещает в себе три или даже четыре лица. Сефира Хесед («Милость» или «Великодушие»), входя в тройку правых или мужских сефирот (вместе с Хохма и Нецах), образует Длинное Лицо (Арик-Анпин), или Отца (Аба). Первая высшая сефира «Венец» иногда относится к Отцу, иногда же принимается за особый лик — Вечный Бог как таковой или «Ветхий денми» (Ветхий днями; Атик-Иомин).
Каббалистическое сочинение «Mehemnuta de-Kalla» Нехемии Хайона (ум. 1730) в весьма туманной форме, непонятной непосвящённым, проводит основной принцип саббатианства, что иудаизм есть вера в Триединого Бога. Согласно иудаизму, Бог воплощает в себе три парцуфа: — Аттик («Ветхий Днями»), Малка Кадиша («Святой Царь») и Шехина.